# Anita Skorgan
Anita Skorgan, née le 13 novembre 1958 à Göteborg (Suède), est une chanteuse, compositrice et pianiste norvégienne. Elle a représenté son pays trois fois au Concours Eurovision de la chanson.

## Biographie
Née en Suède, elle déménage à Oslo à l'âge de 7 ans. Après avoir remporté le Pianokonkurranse for Ungdom (Concours de piano pour les jeunes scandinaves) en 1972, elle se tourne vers une carrière de chanteuse.
Elle représente la Norvège au Concours Eurovision de la chanson trois fois. La première fois en 1977 avec la chanson Casanova qui lui permet d'atteindre la 14e place avec 18 points. En 1979, elle remporte le Melodi Grand Prix et représente pour la deuxième fois la Norvège au Concours Eurovision de la chanson avec la chanson Oliver. Elle termine 11e de la compétition avec 57 points. Pour la troisième et dernière fois, elle est sélectionnée pour représentante pour la Norvège au Concours Eurovision de la chanson 1982 en duo avec Jahn Teigen sur la chanson Adieu. Ils terminent à la 12e place avec 40 points.
En parallèle, elle sert de choriste pour Finn Kalvik lors de sa participation au Concours Eurovision de la chanson 1981 — année où la Norvège termine dernière avec 0 points — ainsi que pour Jahn Teigen lors de sa participation en solo en 1983 avec la chanson Do Re Mi — qu'elle a composé avec lui. Il termine 9e avec 53 points. En 1988, elle écrit les paroles de la chanson For Vår Jord de Karoline Krüger qui termine 5e de la compétition avec 88 points.
Au cours de sa carrière, six de ses albums solos ont atteint le Top 30 en Norvège dont Du er nær meg (1976), Young Girl (1977), Pastell (1981), Karma (1985), White Magic (1987) et Julenatt (1994). Depuis 2004, elle fait partie du groupe Queen Bees.
En parallèle, Anita Skorgan joue dans plusieurs comédies musicales dont Blanche-Neige au Riksteatret. Elle interprète également le rôle de Mimi dans une version rock de La Bohème de Giacomo Puccini produite à Vienne en 1986 puis à l'Opéra et ballet national de Norvège l'année suivante.

## Vie privée
Elle a deux filles jumelles, Julie et Maria, atteintes de paralysie cérébrale.
Elle s'est mariée en 1984 avec Jahn Teigen qui fut également son compagnon sur scène.

## Distinctions
- 1979 : Spellemannprisen[1]
- 2019 : Médaille du mérite du Roi (no)[10]